# 忌寸
忌寸、伊美吉（いみき）は、684年（天武天皇13年）に制定された八色の姓で新たに作られた姓（かばね）で、上から4番目。国造系氏族である大倭氏・凡川内氏や、渡来人系の氏族である東漢氏・秦氏など、元直（あたえ）姓などの11の「連」姓氏族が選ばれて、賜姓されている。その後、主として秦氏・漢氏の系譜を引く氏族に授与され、渡来系氏族に多い姓となっていった。
当初は「伊美吉」と表記されていたが、天平宝字3年（759年）10月辛丑に「忌寸」へと改められた。寸はひらがなの「す」のもとになった漢字であるが、この当時は「き」と呼んでいたことがわかる。